# Christiane F. – Wir Kinder vom Bahnhof Zoo (filme)
Christiane F. – Wir Kinder vom Bahnhof Zoo (prt: Christiane F.; bra: Eu, Christiane F. - 13 Anos, Drogada e Prostituída, ou Eu, Christiane F., 13 Anos, Drogada e Prostituída) é um filme alemão de 1981, do gênero drama, dirigido por Uli Edel, com roteiro de Herman Weigel e do próprio diretor baseado no livro de não ficção Wir Kinder vom Bahnhof Zoo, dos jornalistas Kai Hermann e Horst Rieck, escrito a partir de entrevistas feitas com a verdadeira Christiane Felscherinow.
Em  comemoração aos 40 anos do filme, foi relançado pela A2 Filmes nos cinemas do Brasil em uma cópia remasterizada em julho de 2022.

## Elenco
- Natja Brunckhorst.... Christiane F
- Thomas Haustein.... Detlef
- Jens Kuphal.... Axel
- Christiane Reichelt.... Babsi (Babbette)
- Daniela Jaeger.... Kessi
- David Bowie.... David Bowie
- Reiner Wölk.... Atze
- Jan Georg Effler.... Bernd
- Kerstin Richter.... Stella
- Peggy Bussieck.... Puppi
- Kerstin Malessa.... Tina
- Bernhard Janson.... Milan
- Cathrine Schabeck.... Linda

## Recepção
No agregador de críticas dos Estados Unidos, o Rotten Tomatoes, na pontuação onde a equipe do site categoriza as opiniões da  grande mídia e da mídia independente apenas como positivas ou negativas, o filme tem um índice de aprovação de 75% calculado com base em 8 comentários dos críticos. Por comparação, com as mesmas opiniões sendo calculadas usando uma média aritmética ponderada, a nota alcançada é 7.30/10.